# 齿苞白花筋骨草
齿苞白花筋骨草（学名：Ajuga lupulina var. major）为唇形科筋骨草属白花筋骨草的变种。分布在中国大陆的云南、四川等地，生长于海拔2,800米至4,200米的地区，一般生长在高山林缘草地以及村边草坡处，目前尚未由人工引种栽培。